# Java Development Kit
Java Development Kit (JDK) es un software que provee herramientas de desarrollo para la creación de programas en Java. Puede instalarse en una computadora local o en una unidad de red. En la unidad de red se pueden tener las herramientas distribuidas en varias computadoras y trabajar como una sola aplicación.

## JDK en Windows
En los sistemas operativos Microsoft Windows sus variables de entorno son:
- JAVAPATH: es una ruta completa del directorio donde está instalado JDK.
- CLASSPATH: son las bibliotecas o clases de usuario.
- PATH: variable donde se agrega la ubicación de JDK.

Los programas más importantes que se incluyen
- appletviewer.exe: es un visor de applets para generar sus vistas previas, ya que un applet carece de método main y no se puede ejecutar con el programa java.
- javac.exe: es el compilador de Java.
- java.exe: es el intérprete de Java.
- javadoc.exe: genera la documentación de las clases Java de un programa